# جوزيف ر. برايسون
جوزيف ر. برايسون هو محامي وسياسي أمريكي، ولد في 18 يناير 1893 في بريفارد في الولايات المتحدة، وتوفي في 10 مارس 1953 في بيثيسدا في الولايات المتحدة. نشط حزبياً في الحزب الديمقراطي. وقد انتخب عضو مجلس ولاية كارولاينا الجنوبية ‏ (1929 – 1932) وانتخب عضو مجلس نواب كارولاينا الجنوبية ‏ (1921 – 1924) وانتخب عضو مجلس النواب الأمريكي (3 يناير 1939 – 10 مارس 1953).